# Histoire naturelle (Max Ernst)
Histoire naturelle (Naturgeschichte) ist eine Serie von 34 großformatigen Bleistiftzeichnungen in Frottagetechnik, die Max Ernst 1925 schuf und 1926 als Mappenwerk mit Fotoreproduktionen veröffentlichte. Der Zyklus ist ein bedeutendes Werk der Graphik des Surrealismus, ein Pionierwerk der künstlerischen Verwendung der Frottage und bildet eine Zäsur in Max Ernsts Schaffen.

## Übersicht über das Werk
Die Serie umfasst die folgenden Originalblätter (Höhe × Breite = ca. 42–45 × 24–28 cm für das Hochformat, bzw. umgekehrt für das Querformat). Die Angabe der Aufbewahrungsorte – soweit bekannt – bezieht sich jeweils auf die Originalzeichnung, nicht auf das später publizierte Mappenwerk. 
1. La mer et la pluie – Das Meer und der Regen
2. Un coup d’œil – Ein Blick
3. Petites tables autour de la terre – Drei Tischlein umkreisen die Erde (Privatbesitz)[2]
4. Le châle à fleurs givre – Eisblumenschal
5. Le tremblement de terre – Erdbeben
6. Les pampas – Die Pampas
7. Il tombera loin d’ici – Er wird fern von hier fallen
8. Les fausses positions – Falsche Positionen
9. Les confidences – Die Vertraulichkeiten[3]
10. Elle garde son secret – Sie bewahrt ihr Geheimnis (Privatbesitz)[2]
11. Coups de fouet ou ficelles de lave – Peitschenhiebe oder Lavastricke
12. Les champs d’honneur, les inondations, les plantes sismiques – Die Felder der Ehre, Überschwemmungen, seismische Pflanzen
13. Les épouvantails – Die Vogelscheuchen (Privatbesitz)[2]
14. Le start du châtaignier – Der Start des Kastanienbaums (Privatbesitz)[2]
15. Les cicatrices – Narben
16. Le tilleul est docile – Die Linde ist fügsam
17. Le fascinant cyprès – Die faszinierende Zypresse
18. Les mœurs des feuilles – Blättersitten (Privatbesitz)[2]
19. L’idole – Das Idol
20. La palette de César – Cäsars Palette
21. Rasant les murs – Dicht an den Wänden entlang
22. Entre dans les continents – Betritt die Kontinente
23. Le pain vacciné – Das geimpfte Brot
24. Les éclairs au-dessous de quatorze ans – Blitze unter vierzehn Jahre (Privatbesitz)[2]
25. Les diamants conjugaux – Die vermählten Diamanten (Privatbesitz)[2]
26. L’origine de la pendule – Die Herkunft der Standuhr (Nach Hans Arp ist der dargestellte Vogel als Kuckuck zu verstehen.[4])
27. Dans l'écurie du sphinx – Im Stall der Sphinx
28. Le repas du mort – Das Mahl des Toten
29. La roue de la lumière – Lichtrad (Privatbesitz)[2]
30. L’évadé – Der Ausbrecher (Stockholm, Nationalmuseum)[2][5][6]
31. Système de monnaie solaire – Sonnengeldsystem
32. À tout oublier – Um alles zu vergessen/Hören und Sehen vergessen
33. L’étalon et la fiancée du vent – Der Hengst und die Windsbraut
34. Ève, la seule qui nous reste – Eva, die einzige, die uns bleibt[2][7]

Die Publikation des Mappenwerks (32,5 × 50 cm) mit großformatigen Reproduktionen im hochwertigen Lichtdruck-Verfahren durch die Galérie Jeanne Bucher wurde mit der folgenden Einladung zur Subskription angekündigt, die eine kleine Abbildung von L'étalon et la fiancée du vent zeigte:

«     « Ce sont aussi des espèces de fables, mais des fables
    produites par une imagination active qui a besoin de
    créer et non par une imagination passive qui cède à
    des impressions étrangères ».
      CONDORCET, Éloge académique de Buffon. 
 Aux Éditions de Mme. J. Bucher
 À paraître en Juin 1926
 HISTOIRE NATURELLE
 DE
 MAX ERNST
 L’édition comprend 34 dessins reproduits en phototypie, réunis en album et précédés d’une introduction de Arp. Format 32 1/2 × 50 cm.
 Tirage à 300 exemplaires et 6 hors commerce, de A à F. (...) »

„Auch dies sind Arten von Fabeln, aber Fabeln, die von einem aktiven Vorstellungsvermögen hervorgebracht wurden, das Neues schaffen muss, und nicht von einem passiven Vorstellungsvermögen, das hinter Eindrücken aus zweiter Hand zurücktritt.
 Condorcet, Éloge académique de Buffon – Akademie-Lobrede auf Buffon.
 Im Verlag von Frau J. Bucher erscheint im Juni 1926: Naturgeschichte von Max Ernst. Die Edition enthält 34 Zeichnungen als Lichtdruck-Reproduktionen in einer Mappe mit einer Einleitung von Arp. Format 32 1/2 × 50 cm. Auflage 300 Exemplare zuzüglich 6 nicht für den Handel bestimmte Exemplare (A bis F). (...)“

Den gegenständlichen, teils phantastischen, teils rätselhaften oder absurden Titeln der Blätter entsprechen ebensolche bildliche Darstellungen, in denen der Betrachter einzelne Bildelemente zu erkennen glaubt, die sich aber letztlich doch immer wieder der eindeutigen begrifflichen Festlegung entziehen.

## Max Ernst, die Frottage und der Surrealismus
Die Frottage (Durchreibung, Abreibung) ist eine alte Technik zum Kopieren reliefartiger Strukturen, insbesondere um diese zu dokumentieren oder zu vervielfältigen. Auch Max Ernst hatte sie schon 1919 angewandt, doch erst 1925 entdeckte er vollends die Möglichkeiten dieser Technik für sein künstlerisches Schaffen und schuf allein in diesem Jahr etwa 130 Frottagen. Er beschreibt selbst das Entdeckungserlebnis in einem bretonischen Bauernhaus, aus dessen alten Dielen das vielfache Scheuern die Maserung des Holzes als Reliefstruktur herauspräpariert hatte. Doch geht es ihm nicht um deren Dokumentation, sondern aus der Weiterverwendung und Neukombination solcher Muster sollen neue Bilder entstehen. Die Entdeckung markiert einen Einschnitt in Max Ernsts Schaffen, und der Zyklus der Histoire naturelle gilt als „erstes umfassendes Ergebnis“ seiner Entdeckung.
Er hatte sich 1924 dem Surrealismus zugewandt. In diesem Zusammenhang war ihm daran gelegen, durch das willkürliche Element des Verfahrens, seine visionären Fähigkeiten zu intensivieren. Es ging ihm um „Steigerung der »halluzinatorischen Fähigkeiten des Geistes«“ und Freisetzung des Unterbewussten im Sinne von Sigmund Freuds Traumdeutung. Als automatische Zeichnungen („dessins automatiques“), wie von André Breton 1924 im Surrealistischen Manifest empfohlen, entsprechen sie in gewisser Weise und mit Vorbehalten (siehe unten) dem automatischen Schreiben („écriture automatique“) in der Literatur des Surrealismus. Dabei entspricht das Frottage-Verfahren sogar wörtlich Bretons Forderung: „Es handelt sich nicht darum zu zeichnen, man muß lediglich abpausen.“ Die Verwendung bestehender Muster und Strukturen (nach der Histoire naturelle auch in Gemälden angewandt, mit Frottage, Collage und weiteren Techniken) sollte dazu beitragen. Manche halten das Verfahren für einen vollen Erfolg in dieser Hinsicht, andere weisen darauf hin, dass der Zufall bei alledem doch „immer auch gelenkt (sei), da er die Strukturen (...) aussuchte“, beziehungsweise dass Max Ernst „die Materialien bewußt  zu semantischen Einheiten (ordnete).“ Wenn die auf diese Weise entstandenen Bilder phantastisch oder rätselhaft sind, wenn sie sich der eindeutigen begrifflichen Festlegung entziehen, entspricht diese traumgleiche Beschaffenheit der Intention des Künstlers. Die Histoire naturelle ist ein Kompendium solcher Bilder in derselben Weise, wie unter dem gleichen Titel veröffentlichte Bücher Lehrwerke der wissenschaftlichen Naturgeschichte darstellten. Max Ernsts Zyklus als „eine romantische Parodie eines Naturgeschichtsbuches“ zu bezeichnen verkennt die Ernsthaftigkeit seines oben beschriebenen surrealistischen Ansatzes.
Eine Parallele zu den wissenschaftlichen Werken findet sich in der bewussten Anordnung der (nummerierten) Blätter von Max Ernsts Histoire naturelle innerhalb der Mappe: Darin finden sich immer wieder thematische Gruppen, etwa kosmogonisch-kosmische Blätter, Pflanzen- und Tierdarstellungen oder mythologische Motive. Von der Janusköpfigkeit des Zyklus spricht auch das Motto-Zitat des Ankündigungstextes, das der Rede Condorcets auf den Naturgeschichtsforscher Buffon entnommen ist: Max Ernst knüpft einerseits – schon mit der Wahl des Titels Histoire naturelle – an die Tradition an und bietet doch andererseits eine schöpferische Neuinterpretation.